# Riley 11.9
La 11.9 è un'autovettura di fascia media prodotta dalla Riley dal 1924 al 1928. Era una versione un po' più grande della 10.8.
La vettura aveva montato un motore quattro cilindri in linea a valvole laterali raffreddato ad acqua da 1.645 cm³ di cilindrata.  La potenza sviluppata da questo propulsore era di 42 CV a 3.600 giri al minuto. Il motore in questione aveva installato un carburatore Zenith.  Le sospensioni erano a balestra semiellittica. Il telaio pesava 648 kg. Erano disponibili due tipi di carrozzeria, roadster due posti e torpedo quattro posti.
Contemporaneamente alla 11.9, la Riley commercializzò la 11/40. Le due vetture erano praticamente identiche tranne che per la presenza, su quest'ultima, di un carburatore Cox al posto del carburatore Zenith.
Nel 1929 i due modelli furono sostituiti dalla 14-6.